# Стюарт, Брэд
Брэдли «Брэд» Стюарт (англ. Bradley «Brad» Stuart; 6 ноября 1979, Роки-Маунтин-Хаус, Альберта, Канада) — канадский хоккеист, игравший на позиции защитника. Обладатель Кубка Стэнли 2008. Серебряный призёр Чемпионата мира среди молодёжных команд 1999.

## Игровая карьера
На драфте НХЛ 1998 года выбран в 1 раунде под общим 3-м номером клубом «Сан-Хосе Шаркс».
В игре против «Лос-Анджелес Кингз» 4 апреля 2004 года забросил две шайбы в течение 17 секунд, тем самым сравняв счёт, переведя матч в овертайм. «Акулы» выиграли в дополнительное время 4-3, а две шайбы стали самыми быстрыми в истории «Сан-Хосе Шаркс», более того это является вторым результатом в НХЛ. Две шайбы за меньшее время, 8 секунд, забросил Оуэн Нолан в Матче всех звёзд НХЛ 18 января 1997 года.
В ноябре 2005 года, проведя за «Сан-Хосе Шаркс» чуть больше шести сезонов, был обменян с партнёрами по команде Марко Штурмом и Уэйном Примо в «Бостон Брюинз» на Джо Торнтона.
10 февраля 2007 года был обменян в «Калгари Флэймз» вместе с Уэйном Примо на Чака Кобасью и Эндрю Ференса. Генеральный менеджер «Бостон Брюинз» Питер Чиарелли назвал обмен Стюарта вынужденной мерой, так как руководство «Бостона» не смогло договориться о новом контракте с Брэдом.
В межсезонье подписал контракт с «Лос-Анджелес Кингз» сроком на один год и зарплатой в 3,5 млн долл.

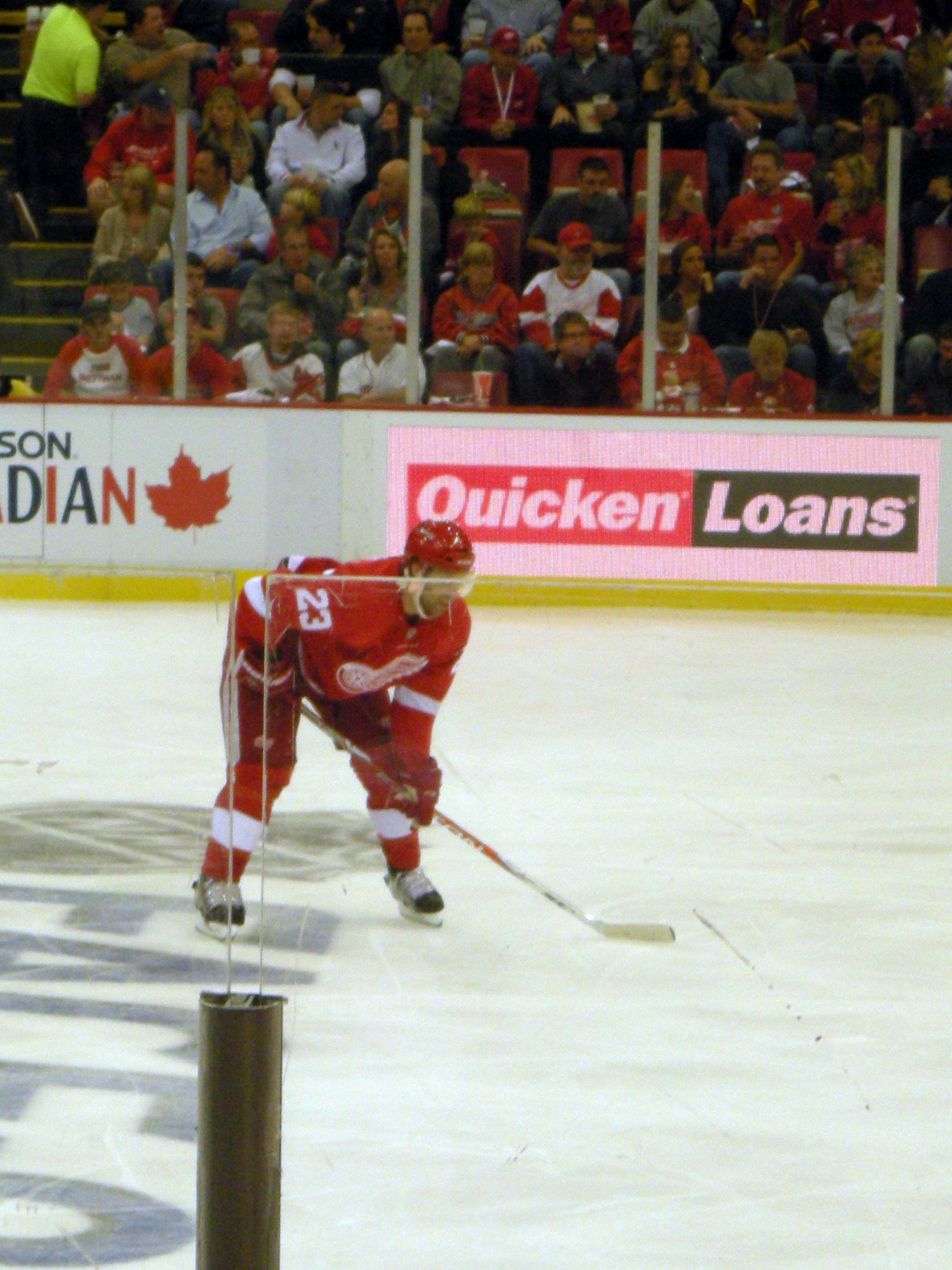
Стюарт в составе Детройт Ред Уингз в матче против Анахайм Дакс октябрь 2010 года.

26 февраля 2008 года, незадолго до начала запрета на трансфер, «Лос-Анджелес Кингз» обменял Брэда Стюарта на право выбора во втором раунде драфта 2008 и четвёртом раунде драфта 2009 в «Детройт Ред Уингз». 4 июня 2008 года Стюарт стал обладателем Кубка Стэнли 2008 в составе «Красных крыльев».
Вместе со своим партнёром по команде Никласом Крунваллем был включен в список лучших защитников.
1 июля 2008 года подписал новый четырёхлетний контракт с «Детройтом». Сумма сделки составила $ 15 млн, в среднем $ 3,75 млн за сезон. 17 августа 2008 года Брэд Стюарт возвращается в свой родной город Роки Маунтин Хаус с Кубком Стэнли, чтобы разделить радость от победы вместе теми кто его поддерживал.
В сезоне 2008/2009 сыграл 67 матчей, набрав 15 очков по системе гол+пас (2+13). Команда из «города моторов» дошла до Финала Кубка Стэнли 2009. Однако получить желанный трофей во второй раз подряд Стюарт и его партнёры не смогли, проиграв в решающим седьмом матче на Джо Луис Арене 1:2 «Питтсбург Пингвинз».
10 июня 2012 года «Ред Уингз» договорились с «Сан-Хосе Шаркс» об обмене Брэда Стюарта на Эндрю Мюррея и право выбора в 7-м раунде драфта 2014 года. Восемь дней спустя было сообщено о том, что Стюарт поставил подпись под новым трёхлетним контрактом с «акулами» общей суммой 10,8 млн долл, в среднем 3,6 млн долл. за сезон.
Был дисквалифицирован на три игры за то, что 8 октября 2013 года, в матче против «Нью-Йорк Рейнджерс» применил запрещённый силовой приём против Рика Нэша.
Летом 2014 года был обменян в «Колорадо Эвеланш», где 2 года спустя и завершил карьеру.

## Международные выступления
В составе молодёжной сборной Канады серебряный призёр Чемпионата мира среди молодёжных команд 1999.
Играл в основном составе Канады на двух Чемпионатах мира 2001, 2006.

## Достижения
- Серебряный призёр молодёжного чемпионата мира 1999
- Чемпион WHL 1999
- Обладатель Кубка Стэнли 2008.

## Статистика
```
                                            
                                             --- Regular Season ---  ---- Playoffs ----
Season   Team                        Lge    GP    G    A  Pts  PIM  GP   G   A Pts PIM
--------------------------------------------------------------------------------------
1995-96  Regina Pats                 WHL     3    0    0    0    0  --  --  --  --  --
1996-97  Regina Pats                 WHL    57    7   36   43   58   5   0   4   4  14
1997-98  Regina Pats                 WHL    72   20   45   65   82   9   3   4   7  10
1998-99  Regina Pats                 WHL    29   10   19   29   43  --  --  --  --  --
1998-99  Calgary Hitmen              WHL    30   11   22   33   26  21   8  15  23  59
1999-00  San Jose Sharks             NHL    82   10   26   36   32  12   1   0   1   6
2000-01  San Jose Sharks             NHL    77    5   18   23   56   5   1   0   1   0
2001-02  San Jose Sharks             NHL    82    6   23   29   39  12   0   3   3   8
2002-03  San Jose Sharks             NHL    36    4   10   14   46  --  --  --  --  --
2003-04  San Jose Sharks             NHL    77    9   30   39   34  17   1   5   6  13
2005-06  San Jose Sharks             NHL    23    2   10   12   14  --  --  --  --  --
2005-06  Boston Bruins               NHL    55   10   21   31   38  --  --  --  --  --
2006-07  Boston Bruins               NHL    48    7   10   17   26  --  --  --  --  --
2006-07  Calgary Flames              NHL    27    0    5    5   18   6   0   1   1   6
2007-08  Los Angeles Kings           NHL    63    5   16   21   67  --  --  --  --  --
2007-08  Detroit Red Wings           NHL     9    1    1    2    2  21   1   6   7  14
2008-09  Detroit Red Wings           NHL    67    2   13   15   26  23   3   6   9  12
2009-10  Detroit Red Wings           NHL    82    4   16   20   22  12   2   4   6   8
2010-11  Detroit Red Wings           NHL    67    3   17   20   40  11   0   2   2   8
2011-12  Detroit Red Wings           NHL    81    6   15   21   29   5   0   1   1   0
2012-13  San Jose Sharks             NHL    48    0    6    6   25  11   1   2   3   2
2013-14  San Jose Sharks             NHL    61    3    8   11   35   7   0   0   0   0
2014-15  Colorado Avalanche          NHL    65    3   10   13   16  --  --  --  --  --
2015-16  Colorado Avalanche          NHL     6    0    0    0    0  --  --  --  --  --
--------------------------------------------------------------------------------------
         NHL Totals                       1056   80  255  335  565 142  10  30  40  77

```